# Wallowa (rivière)
Pour les articles homonymes, voir Wallowa.
La Wallowa (Wallowa River) est un cours d'eau de 89 kilomètres de long de l'État de l'Oregon, aux États-Unis. Il se jette dans la Grande Ronde, un affluent de la Snake et est donc un sous-affluent du fleuve Columbia.